# Jacques Borsarello
Jacques Borsarello est un altiste et auteur français,, né à Toulon.

## Biographie
Après de brèves études de médecine, Jacques Borsarello est élève de Serge Collot et Bruno Pasquier au Conservatoire national supérieur de musique et de danse de Paris,. Membre du Quatuor Loewenguth pendant quatre années, il fera partie du Quatuor Razumowsky,, avant de fonder avec ses frères Frédéric (violoncelle) et Jean-Luc le Trio à cordes Borsarello.
Titulaire du certificat d'aptitude, il devient en 1996 professeur d'alto au conservatoire à rayonnement régional de Versailles.
Depuis 1981, Jacques Borsarello a participé à l'enregistrement d'une dizaine de publications discographiques,.

## Activités
Jacques Borsarello est le fondateur de la saison musicale Alto en Béarn, qui propose un stage d'alto et de musique de chambre au sein d'une exposition d'art autour du peintre Raymond Grant de Longueuil, ainsi qu'une série de concerts dans la ville de Navarrenx.
Borsarello participe activement à l'AFEA, Association franco-européenne de l’alto,. Cette association organise le congrès Violas autour de l'alto, impliquant musiciens et luthiers. En avril 2019, lors de la dixième session de ce congrès s'est tenu pour la première fois le Concours Serge Collot, où se produisent de jeunes altistes.
Outre ses publications de partitions pédagogiques (notamment aux éditions Van de Velde), Jacques Borsarello a aussi une activité littéraire: il a ainsi publié deux recueils de nouvelles sur le métier de musicien, ainsi qu'une pièce de théâtre.

## Publications

### Romans et nouvelles
- Jacques Borsarello, 2005, Réaltor B, chronique d'un musicien entre deux siècles, éditions Symétrie.  (ISBN 978-2914373098)
- Jacques Borsarello, 2018, Premier concert, éditions Abordables.  (ISBN 978-2374311142)

### Essais
- Jacques Borsarello, 2013, Concert champêtre, éditions Symétrie.  (ISBN 978-2914373135)

### Théâtre
- Jacques Borsarello, 2017, À part la musique…, éditions Abordables. Théâtre.  (ISBN 978-2374310695)